# Schönow (Bernau bei Berlin)
Schönow ist ein Ortsteil von Bernau bei Berlin in Brandenburg, Deutschland. Er liegt direkt nordnordöstlich von Berlin und hat ca. 7000 Einwohner.

## Geographie
Schönow liegt am südöstlichen Rande des Naturparks Barnim mit dem Naturschutzgebiet Schönower Heide, zwischen Berlin und Bernau.
Der nächste Autobahnanschluss ist Bernau-Nord (A11),
Bahnstationen in der Nähe sind Bahnhof Zepernick (b Bernau) und Bahnhof Bernau-Friedenstal der Linie S2 der Berliner S-Bahn.
Im Süden, entlang der Grenze zu Zepernick, fließt die Panke.

## Geschichte
Seit 1375 ist Schönow im Landbuch Kaiser Karls IV. beurkundet. Ältestes Gebäude ist die typische märkische Kirche auf der Dorfaue, errichtet um 1400; seinerzeit noch ohne Turm. Die Hussiten richteten im Jahr 1432 in Schönow ebenso wie in den umliegenden Orte große Zerstörungen an. Das älteste Kirchenbuch ist auf das Jahr 1650 datiert. 1751 erhielt die Kirche einen ersten Kirchturm. Er wurde nach einem Brand 1860 durch den heute noch erhaltenen Turm aus Backstein ersetzt. Von 1825 bis 1861 wurde die Separation der Feldmark durchgeführt. 1851 gründet sich der Landwehrverein. 1897–1898 erfolgte der Bau der Straßenverbindung Bernau-Schönow-Schönwalde. Auf dem Gelände des Birkbusches verkaufte die Gemeinde bis 1908 Heide- und Wiesenland an die Stadt Berlin, auf dem das Rieselgut Hobrechtsfelde entstand. Um 1900 entstanden zahlreiche Wohngebäude im Stil der Gründerzeit und des Jugendstils sowie Wirtschaftsgebäude aus Backstein. Die Einwohnerzahl stieg in den darauf folgenden Jahren weiter an. 
1914 wohnten erstmals mehr als 500 Einwohner in der Gemeinde, was am 8. März 1914 zur Gründung der Freiwilligen Feuerwehr führte. Nach dem Ersten Weltkrieg begann 1919 auch die Entwicklung Schönows mit der Gründung der Firma „Schulze, Schneider und Dort GmbH“, dem späteren Kabelwerk Schönow, zu einem Industriestandort, der Anfang der 1990er Jahre wieder weitgehend abgebaut wurde. 1958 wurde in Schönow ein Institut zur Erforschung der Reproduktion landwirtschaftlicher Nutztiere gegründet. Dieses wurde 1993 umstrukturiert und ist heute eine wichtige Anlaufstelle für die deutsche Tierzucht.
An der Kantstraße befand sich Anfang des 20. Jahrhunderts eine Sternwarte, die nach dem Zweiten Weltkrieg demontiert wurde.
Ein Denkmal von 1947 an der Dorfstraße neben der Kirche erinnert an ermordete Gegner des NS-Regimes um den Widerstandskämpfer Anton Saefkow (siehe Saefkow-Jacob-Bästlein-Organisation). Unter dem Zeichen der „FIR“ stehen auf der Tafel die Namen und Daten:
„8.2.09 Wolfgang Knabe 30.11.43
 11.2.09 Willi Seng 27.7.44
 22.2.12 Elli Voigt 8.12.44
26. 8.99 Auguste Haase 8.12.44
29.5.02  Erich Mielke 15.1.45
8.12.80 Waldemar Ploteck 15.1.45“.
Nach Wolfgang Knabe war bis 1990 auch die Schule benannt.

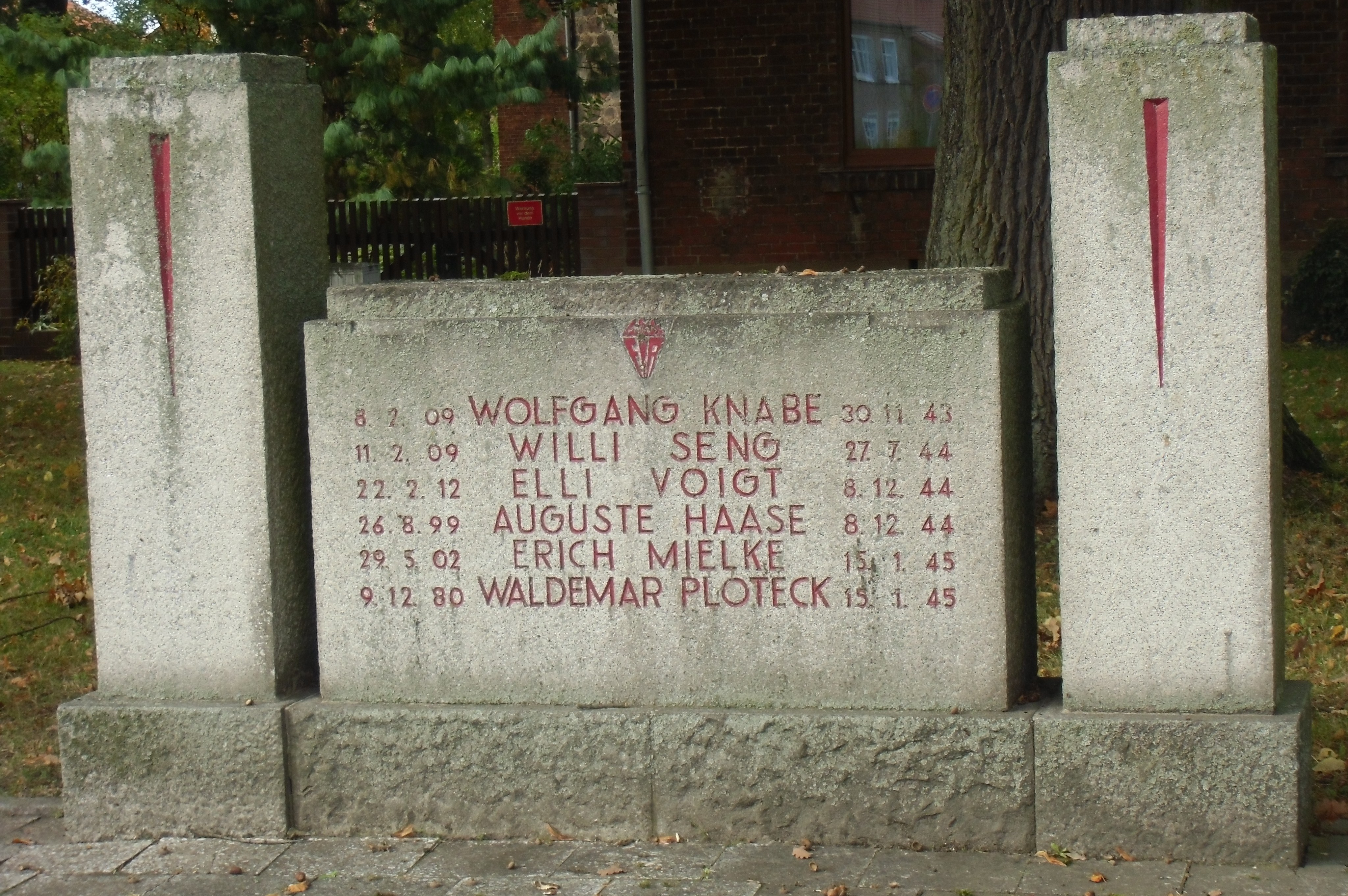
Denkmal für die ermordeten Gegner des NS-Regimes aus Schönow

Nach der Wiedervereinigung Deutschlands war das Dorf Schönow eine von sieben selbstständigen Gemeinden des Amtes Panketal. Seit dem 26. Oktober 2003 gehört Schönow als Ortsteil zur Stadt Bernau bei Berlin.
Wie bei vielen Orten im Speckgürtel Berlins hat sich die Einwohnerzahl in Schönow nach der Wiedervereinigung drastisch erhöht.
Eine Grundschule und mehrere Kindertagesstätten sind vorhanden, weiterführende Schulen sind mit dem Schulbus  erreichbar. Mehrere kleine und mittlere Unternehmen haben ihren Sitz in Schönow. Die meisten Einwohner pendeln  nach Berlin oder in andere Orte Brandenburgs.

## Persönlichkeiten des Ortes
- Elli Voigt  (1911–1944), organisierte den Widerstand gegen den Nationalsozialismus in Schönow als Teil der Saefkow-Jacob-Bästlein-Organisation
- Klaus-Jürgen Kluge (1948–1969), Todesopfer an der Berliner Mauer, wurde in Schönow geboren und ist auf dem Friedhof ebenda beigesetzt